# Gitta Escher
Gitta Escher (Nordhausen, Alemania, 18 de marzo de 1957) es una gimnasta artística alemana que, compitiendo con Alemania del Este, consiguió ser medallista de bronce olímpica en 1976.

## 1976
En los JJ. OO. celebrados en Montreal (Canadá) consiguió el bronce en el concurso por equipos, tras la Unión Soviética (oro) y Rumania (plata), siendo sus compañeras de equipo: Steffi Kraker, Carola Dombeck, Kerstin Gerschau, Angelika Hellmann y Marion Kische.